# Nguyễn Văn Thiệu
Nguyễn Văn Thiệu  kiejtése (1923. április 5. – 2001. szeptember 29.) tábornok, Dél-Vietnám egykori elnöke.
Phan Rangban, kisbirtokos családban született 1923. április 5-én. Hazafias tizenévesként lépett be a Ho Si Minh vezette Việt Minhbe, ami Vietnám felszabadítását tűzte ki célul a francia uralom alól. Akkor lépett ki a szervezetből, amikor a mozgalom szovjet befolyás alá került és a kommunizmus felé fordult.
1949-ben végzett a Nemzeti Katonai Akadémián Huếben, az egykori fővárosban. A Bảo Đại király által alapított Vietnámi Nemzeti Hadsereg tiszti képzésén érte el a hadnagyi rangot.
1955-ben, a francia csapatok kivonulásával megalapították a Vietnámi Köztársaságot, ami így teljes szuverenitást élvezhetett. Ebben az időben Thiệu már a hadsereg alezredeseként szolgált.
1965 és 1967 között Nguyễn Cao Kỳ miniszterelnök kormánya alatt Dél-Vietnám államfője volt. 1967. szeptember 3-án a szavazatok 38%-ával elnyerte az új, szélesebb jogkörökkel felruházott elnöki széket. Ezen pozícióját Saigon elestéig, 1975-ig megtartotta.